# 可愛い悪魔 (テレビドラマ)
『可愛い悪魔』（かわいいあくま）は、日本テレビ系列の『火曜サスペンス劇場』で放映された2時間ドラマ。1982年8月10日放送。
大人の目から見た「子供の恐ろしさ」をテーマとし、8歳にして殺人を繰り返す少女と、その異常性に翻弄される主人公の女性を描く、ホラー風味のサスペンスドラマである。

## あらすじ
197X年の夏のある日の結婚式。新郎である浩二の姪の川村ありすが、新婦のウェディングベールをねだる。「私が死んだら、あげる」と言う新婦に、ありすは「死んじゃえ」と呟く。直後、新婦が事故死する。出席者たちが驚き悲しむ中、ありすは「叔母さんが死んだから、ベールが貰える」と喜ぶ。同日、ウィーンに滞在していたその新婦の妹・秋元涼子は、喧嘩別れした恋人に「死んじゃえ」と呟き、その直後に恋人が交通事故死する。涼子は自分が死なせたと思い込んで心を病み、入院する。
3年後に治癒した涼子は、浩二の姉、8歳となったありすの母である川村圭子の家へ、住込みの音楽教師として招かれる。新たな生活が始まって早々、夜に寝ている涼子の顔に姉のベールがかぶさってきたり、深夜の庭にウェディングドレス姿の姉とおぼしき女性が現れたりと、次々に奇妙な出来事が起きる。
ありすは学校で教師から、音楽の授業で最も歌が上手な生徒にオルゴール人形をプレゼントすると言われ、人形欲しさに努力する。しかし、人形は貰えず仕舞に終わる。後日、ありすが「死んじゃえ」と呟いたのを涼子が耳にした後、その教師が川に転落死する。不審を抱く涼子のもとに、ボートハウスに住むジャンキー青年が現れ、真相を目撃したと告げる。
涼子は、ありすが姉や教師を殺したと考え始め、先の青年に、ありすから犯行の証言を聞き出してテープに録音するよう依頼する。青年はありすに接近するものの、逆に家に放火されて焼死する。涼子は、ありすの犯行を浩二と圭子に訴えるが、8歳の少女が大人3人を殺したなど、浩二は信じない。
後日、圭子がありすと心中を図り、涼子に阻止される。圭子によれば、ありすは4年前に父が自殺したことで、父から捨てられたと思い込み、病的なほどの物欲心を抱いていた。現在では、ありすは父に代って浩二を愛し、浩二に近づく女性に強い敵意を抱いていた。ありすの犯行を見抜いていた圭子は、様々な悪戯で涼子を家から追い出し、涼子を救おうとしていたのだ。圭子はありすを病院に入れようとするが、逆に罠に嵌められて殺害される。ありすはさらに、涼子をも殺害しようとする。しかし寸前に浩二が駆けつけ、ありすはとっさに被害者を装う。
後日。眠りから目覚めた涼子は浩二から、あの青年の遺した録音テープから真相が明らかになり、ありすは病院に入ったと告げられ、安堵する。しかし浩二が去った後、自分の居場所が病室だと気づく。涼子の訴えは誰にも信用されず、逆に涼子が精神科に入院させられたのだ。録音テープは、証拠となる肝心な会話部分が火災により焼け焦げ、他愛もない会話と、ありすの無邪気な声が残っているだけであった。

## キャスト
- 秋元 涼子[4]（あきもとりょうこ） - 秋吉久美子
- 浩二[6]（こうじ） - 渡辺裕之
- 川村 ありす[7]（かわむら ありす） - ティナ・ジャクソン（現：川村ティナ、幼少時：ジェニファ・ジャクソン）
- 川村 圭子[7]（かわむら けいこ） - 赤座美代子
- 医師 - 峰岸徹
- 教師 -  中島葵
- 涼子の姉 - 明日香いづみ（現：明日香七穂）
- 青年 - みなみ・らんぼう（現：みなみらんぼう）
- 駐在 - 梅津栄
- 別荘の番人[8] - 岸田森
- 刑事 -新田修平、佐藤允
- 浩二の同僚 - 秋川リサ、小林亜星（特別出演）

## スタッフ
- 監督：大林宣彦
- プロデューサー：山口剛、宍倉徳子
- 脚本：那須真知子
- 音楽：木森敏之
- 撮影：長野重一
- 助監督：服部光則
- 音響効果：伊藤克己
- 合成：岡田明方、山田孝（チャンネル16）
- 操演：ローカスト
- スタント：グループV（現：高橋レーシング：高橋勝大、前川広一、高橋昌志）
- MA：整音スタジオ
- タイトル：デン・フィルム・エフェクト
- 現像：東京現像所
- スタジオ：東宝ビルト
- 製作：日本テレビ、円谷プロダクション

## 製作
大林宣彦が初めてテレビ映画の演出を手掛けた作品である。脚本を担当した那須真知子は、少女が殺人を犯す内容のアメリカ映画『悪い種子』をモチーフとしたが、大林は既存の作品をオマージュに捧げるという習慣がないことから、脚本の大部分を書き直しており、『悪い種子』の要素の残る箇所はできるかぎり削除されている。善悪の判断ができないままに殺人を繰り返す「可愛い悪魔」こと8歳の少女・川村ありすのことを大林は、戦時中に完全な軍国少年であり、日本を正義、日本国外を悪と信じていた自分自身と語っている。
大林にオーダーがあった時点で秋吉久美子の主演が決まっていた。川村ありすに命を狙われるヒロイン・秋元涼子を演じた秋吉久美子は、本作以前には「小悪魔的な妹」のキャラクターとして売り出されていたため、出演の話を受けたとき、「可愛い悪魔」とは自分のことと思い、自分が被害者役と知って唖然としたという。ありす役を演じた川村ティナは、本作がデビュー作である（ティナ・ジャクソン名義）。円谷プロダクション作品に多く出演している岸田森は、プロデューサーの宍倉徳子との友情により本作に出演したが、「口のきけない設定で全部ジェスチャーで演じさせてほしい」と宍倉に依頼しての出演であった。宍倉は後に、岸田が体調の悪化に加えて食道癌で発声が困難だったと知ったという。
劇場公開を視野に入れて製作されたため、テレビ作品でありながら、撮影には劇場版映画並みの期間を要した。秋吉によれば、スタッフも途中で交代して、予算的にも2、3倍かかったという。しかし大井武蔵野館の支配人であった小野善太郎は、テレビでは本作を非常に面白く感じたにも関らず、劇場で本作を鑑賞した際には、劇場向きの作品とは感じなかった旨を語っている。
ソフトでは1999年（平成11年）にVHS版、2017年（平成29年）にDVD版が発売された。なおDVDでは主題歌が、放映当時の「聖母たちのララバイ」（岩崎宏美）ではなく「橋」（同）に差し替えられている。

## 作品の評価
製作元の円谷プロダクションのニュースでは、2014年（平成26年）の劇場上映時のニュースで「容赦ない残酷描写の対象が衝撃的で、子どものころに観てトラウマになった人も多数」、DVDリリース時には「火曜サスペンス劇場」の中でも屈指の傑作ホラー」「後の大林宣彦映画にも繋がる重要な作品」と報じられた。
フリーライターの冨村ヒロ子は熊本日日新聞の記事上で、他人から見ればさほど価値のない人形などの物でも、入手のためには手段を択ばないという、無邪気さと背中合わせの邪気が、童話風に作られているからこそ、背筋が寒くなると語っている。
映画評論家の柳下毅一郎は、DVDのライナーノーツにおいて、本作が火曜サスペンス劇場の他作品と共通するのはテーマ音楽とアイキャッチのみであり、それ以外は完全に大林宣彦としての作品だと語っている。
本作をこなしたことで、大林は翌年の同じ火曜サスペンス枠で、敬愛する化け猫映画（『麗猫伝説』）の企画を持ち込んだ。